# 小行星4474
小行星4474（4474 Proust）是一颗围绕太阳公转的小行星。1981年8月24日，亨利·德波鸿诺在拉西拉天文台发现了此天体。
这颗小行星的绝对星等为157.6720649687016等。